# دي جي غارث
دي جي غارث (بالإنجليزية: DJ Garth)‏ هو موسيقي بريطاني، ولد في 1967.

## وصلات خارجية
- الموقع الرسمي
- دي جي غارث على موقع ميوزك برينز (الإنجليزية)
- دي جي غارث على موقع أول ميوزيك (الإنجليزية)
- دي جي غارث على موقع ديسكوغز (الإنجليزية)